# Crónicas de la prehistoria
Las Crónicas de la prehistoria son una serie de libros de fantasía escritos por Michelle Paver, sus primeros libros para adolescentes. Ambientado hace 6.000 años en la prehistoria, Edad de Piedra, son las aventuras de un niño llamado Torak y su lucha contra las fuerzas del mal que mató a su padre. Torak se queda solo en el mundo tras el fallecimiento de su padre (su madre falleció tras su nacimiento). Torak pronto se encuentra con un cachorro de lobo solitario, llamado Lobo, con quien se puede comunicar. Una niña llamada Renn pronto se hace amiga de ellos desde el primer libro. La serie habla de Torak y la búsqueda para derrotar a los Devoradores de almas, un grupo del ex clan de magos que tratan de controlar el bosque. 
Crónicas de la prehistoria se compone de seis libros, publicado por primera vez entre 2004 y 2010: el Hermano Lobo; Clan de la foca; El devorador de almas; La hechicera; El juramento de Torak; El cazador de fantasmas.
En español ha sido publicada por la editorial Salamandra, en una traducción de Patricia Antón de Vez.

## Serie
- Hermano lobo (Wolf Brother, 2004)
- El clan de la foca (Spirit Walker, 2005)
- El devorador de almas (Soul Eater, 2006)
- La hechicera (Outcast, 2007)
- El juramento de Torak (Oath Breaker, 2008)
- El cazador de fantasmas (Ghost Hunter, 2009)
- La hija de la víbora (2020)
- La estrella del trueno (2021)

## Personajes

### Torak
El personaje principal del libro. Puede comunicarse con los lobos porque él vivió con una manada de lobos, su padre muere tras ser atacado por un oso endemoniado y Pa {su padre} le dice que tiene que buscar la montaña del espíritu del mundo. En su camino se da cuenta de que el camino será más largo de lo que esperaba

### Renn
Es la mejor amiga de Torak y la sobrina de Fin-Kedinn, el líder del clan Cuervo. Su padre murió en el lejano norte. Lleva un silbato de hueso urogallo que se utiliza para llamar a Lobo. También se hace amiga de él, y muchas veces ayuda a Torak. Renn es la hija de la hechicera de las víboras, una poderosa Devoradora de Almas. Cuando Renn nació su madre la habría utilizado despiadadamente para sus planes nefastos, pero la hechicera del Clan del Cuervo lo impidió. Ella heredó el talento de su madre para la hechicería, y aunque no le gusta, ella lo usa cuando es necesario. También es una excelente arquera.

### Lobo
"Hermano de camada" de Torak, es un joven lobo. Él fue el único de su manada original, que sobrevivió a una inundación, poco después de esta inundación, Torak lo encontró. Uno de sus platos preferidos son las "bayas de arayan", que utiliza Renn para asegurarse de que el lobo es realmente Lobo y no algún otro. Lobo tiene una fuerte relación con su hermano de camada Torak, llamándolo Alto Sin Cola. Todos los seres humanos son "sin cola", el fuego es "la Bestia Brillante que Muerde Caliente", y el cielo es el "Arriba", el hielo es el "frío suave brillante", los devoradores de almas son los "sin cola malvados", el sol es el "ojo grande brillante",
el mar es el "Agua grande", un río es "Agua rápida", un muerto es "No Aliento", los días son "Luces" y las noches son "Penumbras"

### Fin-Kedinn
Líder del Clan del Cuervo y tío de sangre de Renn, conocía a los padres de Torak, pues había sido amigo suyo 20 años atrás, aunque esto cambió debido a las decisiones del padre de Torak al que parece tener muy poca estima contrario a su madre, de la que había estado enamorado.
Fin-Kedinn parece tener la misma aberración hacia Torak la primera vez que le conoce, siendo reservado y esperando a que el momento sea oportuno va revelando a Torak piezas del pasado que amplían cada vez más el panorama de Torak para bien o para mal.
Sin embargo después de varios eventos Fin-Kedinn y Torak parecen entablar una buena relación, terminando con Fin-Kedinn como su padre adoptivo después de los eventos de La Hechicera. Fin-Kedinn es un hombre que sabe muchas cosas que solo dirá cuando lo considere propicio.

### Bale
Pariente de Torak por lado de su padre, el mejor navegador del Clan de la Foca, fue uno de los tres jóvenes que habían capturado a Torak en su primer encuentro por infringir las leyes, las cuales él no conocía, llevándolo a su isla para castigarlo conforme a sus leyes.
Bale al inicio parece reacio a creer las buenas intenciones de Torak de buscar la cura de la enfermedad, de la cual su hermano menor había muerto también. Al unirse en su búsqueda de la cura, Bale está cada vez más convencido de que lo que Torak dice es verdad y termina formando un lazo con su pariente, prometiendose visitar un día el bosque como Torak lo había hecho con el mar.

## Historia

### Hermano Lobo
Hermano Lobo es la primera entrega de una serie de aventuras prehistóricas que encantarán a niños de todas las edades.
Hace miles de años, un niño llamado Torak vivía feliz en el bosque, hasta el día en que un oso gigante ataca y hiere a su padre. Moribundo, éste le ordena que se dirija al norte para encontrar la Montaña del Espíritu del Mundo, antes de que aparezca en el cielo la Luna del Sauce Rojo. Pero Torak sólo tiene doce años, desconoce qué camino tomar y no puede acudir a nadie en busca de ayuda. Sin embargo, perseguido por el enorme oso, el niño emprende el viaje acompañado de un lobezno que ha encontrado a la orilla del río. Pronto se unirán a ellos Renn, una niña perteneciente al Clan de los Cuervos y a la hechicería.

### El clan de la foca
Después de matar al oso sanguinario que mató a su padre, Torak cree haber encontrado por fin en el Clan del Cuervo un entorno seguro y a salvo de los Devoradores de Almas. Sin embargo, su tranquilidad dura muy poco: una misteriosa enfermedad empieza a propagarse por el Bosque y el pánico cunde entre los clanes. Desesperado, Torak opta por emprender un peligroso viaje hacia una lejana isla, donde al parecer se conoce un remedio secreto contra la terrible epidemia. Tras superar azarosas peripecias a riesgo de su propia vida, en la isla del Clan de la Foca lo esperan el enigmático hechicero Tenris, el anhelado reencuentro con Lobo y su amiga Renn y, más importante aún, un sorprendente descubrimiento sobre sí mismo.

### El devorador de almas
Tras superar una serie de azarosas peripecias, Torak, Renn y Lobo por fin han logrado reunirse y disfrutan de unos días apacibles. Sin embargo, pronto se verán enfrentados a la peor pesadilla imaginable. Durante una rutinaria partida de caza, los Devoradores de Almas secuestran a Lobo con malévolas intenciones. Para seguir la pista de su fiel amigo, Torak tiene que recurrir a su poder de trasladar su espíritu al cuerpo de los animales, aunque el uso de este portentoso don puede acabar destruyéndolo. El enfrentamiento final con los Devoradores se librará en el lejano y helado Norte, donde nuestros valientes protagonistas deberán recurrir a todo su ingenio y coraje en un entorno inhóspito y plagado de peligros indescriptibles. 

### La hechicera
Torak se enfrenta a la encrucijada más terrible de su vida: los clanes descubren el tatuaje de Devorador de Almas que lleva en el pecho y lo declaran proscrito. En adelante, vagará solo y cualquiera que lo vea podrá darle caza y matarlo. Así, el malévolo plan urdido por Seshru, la hechicera de los Víboras, tiene éxito: Torak se convierte en un paria, desterrado y despreciado por todos. La única que cree en su inocencia es Renn y Bale, pariente de Torak del Clan de la Foca, que tras una serie de trepidantes peripecias logran encontrarlo. Sin embargo, su aventura no ha hecho más que empezar, pues a Torak lo aguarda una terrible revelación que puede cambiar su amistad con Renn para siempre.

### El juramento de Torak
En el mundo prehistórico, tan lleno de adversidades y peligros, los parientes deben protegerse mutuamente. Por eso, cuando Bale cae por un precipicio y se descubre que no ha sido un accidente, Torak se siente culpable por no haber 
estado junto a él cuando ocurrieron los funestos hechos y jura vengar su muerte. Así pues, Renn y Torak emprenden la búsqueda del asesino, que se ha refugiado en el Bosque Profundo, donde prepara una guerra para convertirse en amo y señor del territorio. Se trata de un enemigo enormemente poderoso, pero si alguien puede detenerlo y hacerle pagar por sus crímenes es Torak. ¿Lo conseguirá, o al final el caos cundirá irreparablemente en el Bosque? 

### El cazador de fantasmas
Sexta y última entrega de la apasionante serie Crónicas de la prehistoria,  que ha sido incluida por The Times entre los cien mejores libros de la década.
La Noche de las Almas está cada vez más cerca. Eostra, la hechicera de los Búhos Reales, mantiene aterrorizados a los clanes en su intento de dominar el mundo de los vivos y de los muertos. Así, Torak debe abandonar el Bosque para buscar la guarida de la Devoradora de Almas en la Montaña de los Fantasmas. En compañía de Renn, emprende un peligroso viaje a través de parajes helados, durante el cual ambos descubrirán la fuerza de su vínculo y hallarán nuevas alianzas que los impulsarán a seguir adelante. Lobo, su fiel hermano de camada, tendrá que superar el dolor más atroz y evitar que la malvada hechicera le arrebate aquello que más quiere. El cazador de fantasmas es una historia sobre la supervivencia y el poder de la amistad en un mundo sombrío del más lejano pasado, en la que Torak llega al final de su viaje.

## Posible precuela de la serie
En marzo de 2007, en un intercambio de preguntas y respuestas realizadas en la página web de fanes www.Torak.info, Paver anunció que puede haber una precuela de la serie Crónicas de la Prehistoria. También dijo que no ha sido capaz de dar muchos datos ya que está demasiado ligada a la historia de Torak, Renn y Lobo.

## Derechos cinematográficos
En 2004, 20th Century Fox compró los derechos para hacer películas de la serie de libros. El primer libro de la serie, Hermano Lobo, se está realizando. La película de la serie será producida por Ridley Scott y Erin Upson. Desde que se anunció no se ha vuelto a tener noticias de la película que se estaba realizando del primer libro de la saga.